# Jan Lukats
Jan Lukats (* 2. März 1991 in Tallinn, Estnische SSR) ist ein estnischer Eishockeyspieler, der seit 2015 erneut beim EHC Bad Aibling in der Bayernliga spielt.

## Karriere
Jan Lukats begann seine Karriere als Eishockeyspieler in seiner estnischen Heimatstadt beim Nachwuchsverein Purikad Tallinn, für den er als 16-Jähriger in der Meistriliiga debütierte. 2008 wechselte er nach Deutschland, wo er zunächst in der Junioren-Bundesliga für den ESV Kaufbeuren, mit dem er 2009 die Junioren-Bundesliga gewinnen konnte, und dann für den Augsburger EV spielte. Anschließend stand er beim HC Landsberg und beim EHC Bad Aibling zwei Jahre in der Bayernliga auf dem Eis. 2014 kehrte er nach Estland zum HC Panter Tallinn zurück, für den er seither in der Meistriliiga spielt. Seit 2015 spielt er erneut in Bad Aibling.

### International
Für Estland nahm Lukats im Juniorenbereich an den U18-Weltmeisterschaften 2007, 2008 und 2009 jeweils in der Division II sowie den U20-Weltmeisterschaften der Division I 2009 und der Division II 2010 und 2011 teil.
Im Seniorenbereich stand er für seine Farben bei der Weltmeisterschaft 2012 in der Division II auf dem Eis und stieg mit der Mannschaft aus dem Baltikum in die Division I auf. Zudem vertrat er seine Farben bei der Olympiaqualifikation für die Winterspiele in Pyeongchang 2018 und beim Baltic Cup 2017.

## Erfolge und Auszeichnungen
- 2009 Gewinn der Junioren-Bundesliga mit dem ESV Kaufbeuren
- 2012 Aufstieg in die Division I, Gruppe B, bei der Weltmeisterschaft der Division II, Gruppe A